# Hermód

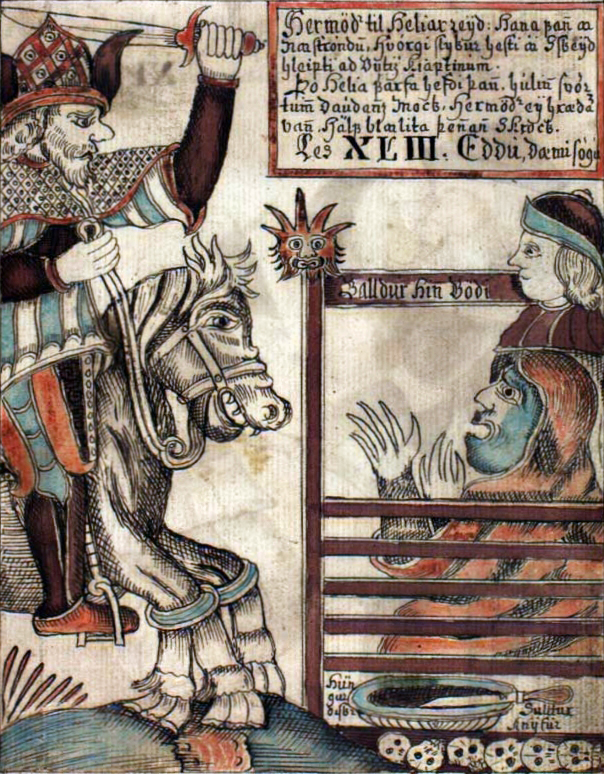
Hermód Smělý

Hermód je Ódinův nejmladší syn. Vydal se do Helheimu přivést zpět Baldra, ale kvůli Lokimu se jeho výprava nezdařila. Některé prameny uvádí, že tento mladík má polobožský původ. Je velice statečný, proto je nazýván „Hermód Smělý“. Zastává funkci posla bohů.